# Legătură fosfodiesterică

Legăturile fosfodiesterice (PO_{4}^{3−}) realizate între nucleotide.

O legătură fosfodiesterică este o legătură covalentă care se formează între două grupe hidroxil ale unui acid fosforic și alte două molecule, formându-se legături de tip ester.

## Acizi nucleici
Legăturile fosfodiesterice joacă un rol esențial în organismele vii, reprezentând structura de bază a acizilor nucleici: în ADN și ARN, legăturile fosfodiesterice se fac între atomul de carbon 3' al unei oze și atomul de carbon 5' al ozei următoare (ozele fiind riboză în ARN și respectiv dezoxiriboză în ADN). Grupele fosfat din componența legăturilor fosfodiesterice prezintă sarcină negativă. Deoarece acestea prezintă un pKa apropiat de 0, sunt încărcate negativ la pH-ul fiziologic neutru.
Hidroliza legăturilor fosfodiesterice este catalizată de acțiunea unor enzime denumite fosfodiesteraze, acestea având un rol important în repararea secvențelor de ADN afectate.